# Francesco Brunamonti
Francesco Brunamonti (Arcevia, ... – ...; fl. 1750) è stato un poeta e traduttore italiano.

## Opere
Originario di Rocca Contrada (oggi Arcevia), studiò a Bologna e viaggiò in Europa (Germania, Fiandre, Francia) per poi tornare in Italia.
A Milano tradusse e pubblicò alcune commedie di Plauto (Asinaria, Casina, Aulularia, quest'ultima come Pentolaria). Autore di poesie, fu membro dell'Accademia dell'Arcadia col nome di Diante Prosense.